# Microregione di Rio de Janeiro
Rio de Janeiro è una microregione dello Stato di Rio de Janeiro in Brasile, appartenente alla mesoregione Metropolitana do Rio de Janeiro.

## Comuni
Comprende 15 municipi:
- Belford Roxo
- Duque de Caxias
- Guapimirim
- Itaboraí
- Japeri
- Magé
- Mesquita
- Nilópolis
- Niterói
- Nova Iguaçu
- Queimados
- Rio de Janeiro
- São Gonçalo
- São João de Meriti
- Tanguá